# Scathophaga odontosternita
Scathophaga odontosternita är en tvåvingeart som beskrevs av Feng 1999. Scathophaga odontosternita ingår i släktet Scathophaga och familjen kolvflugor. Inga underarter finns listade i Catalogue of Life.